# Gardiner Greene Hubbard
Gardiner Greene Hubbard (ur. 25 sierpnia 1822, zm. 11 grudnia 1897) – amerykański prawnik, finansista i filantrop, jeden z założycieli Bell Telephone Company, pierwszy przewodniczący National Geographic Society, teść Alexandra Bella.
Urodził się w Bostonie w stanie Massachusetts, jego ojciec był sędzią sądu najwyższego stanu Massachusetts. Studiował prawo na Harvard University. Do roku 1873 pracował jako prawnik w Bostonie, po czym przeniósł się do stołecznego Waszyngtonu.
Jego córka, Mabel, z powodu zachorowania na szkarlatynę straciła w wieku pięciu lat słuch. Z tego powodu została uczennicą Alexandra Bella, który zajmował się nauczaniem niesłyszących dzieci.
W związku z chorobą córki Hubbard zaangażował się w finansowanie edukacji niesłyszących, był jednym z fundatorów działającej do dziś Clarke School for the Deaf w Northampton w Massachusetts.
Mabel wyszła w 1877 roku za mąż za Alexandra Bella. Hubbard pomagał zięciowi w zakładaniu i rozwoju firm związanych z nowymi wynalazkami.
W 1888 roku był założycielem, a następnie do śmierci prezesem National Geographic Society. Był posiadaczem wielkiej kolekcji akwafort i miedziorytów, które po jego śmierci zostały przez wdowę przekazane na rzecz Biblioteki Kongresu Stanów Zjednoczonych.
Zmarł 11 grudnia 1897 roku.
Na jego cześć towarzystwo National Geographic ustanowiło Medal Hubbarda (ang. Hubbard Medal), nadawany za wybitne osiągnięcia w zakresie eksploracji, odkryć i badań naukowych. Pierwszym odznaczonym został w 1906 r. badacz polarny Robert Edwin Peary.